# Ołowianka

Położenie wyspy na mapie Śródmieścia

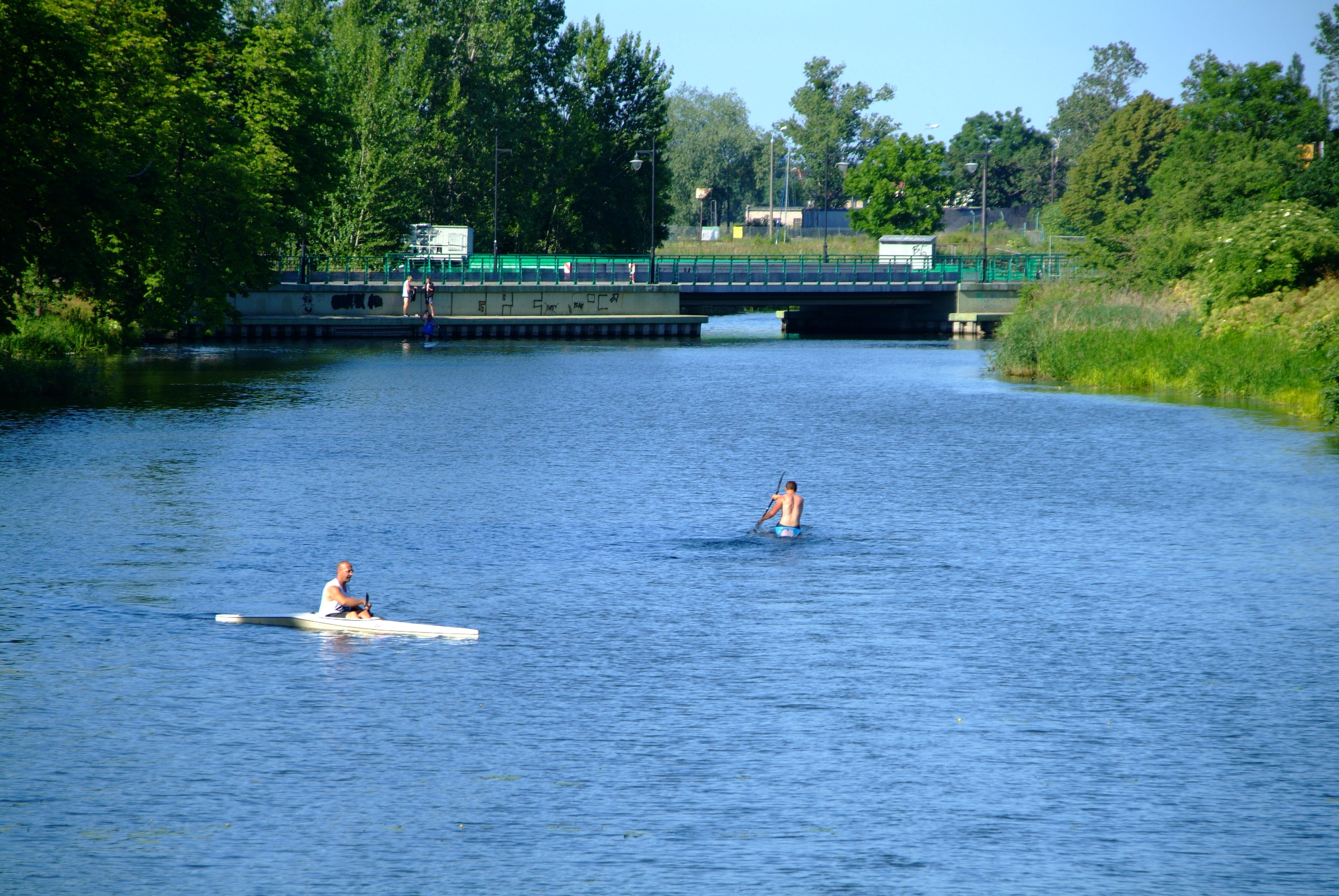
Kanał na Stępce, w tle most kolejowy

Ołowianka (niem. Bleihof) – wyspa w Gdańsku na rzece Motławie i Kanale na Stępce, położona w dzielnicy Śródmieście.

## Historia
Ołowianka stanowiła w latach 1343–1454 własność zamku krzyżackiego.
Życie w średniowiecznym porcie gdańskim koncentrowało się na lewym brzegu Motławy. Znajdowały się tam wodne bramy miejskie, przy których istniały nabrzeża, drewniane pomosty i urządzenia przeładunkowe. Stały rozwój portu spowodował potrzebę powiększania i rozbudowy infrastruktury. Wykorzystano tereny na przeciwległym brzegu rzeki do budowy nowych magazynów i nabrzeży przeładunkowych.
W czasach krzyżackich był to obszar o dużym znaczeniu strategicznym, o czym świadczy fakt, że to właśnie tutaj wzniesiono zabudowania szafarza zakonnego. Najstarsza, utrwalona w dokumentach z 1404 roku nazwa tego miejsca brzmiała Szafarnia. Z leżącym po drugiej stronie Motławy Zamczyskiem łączył ową połać najpierw most, a od 1417 roku prom. Ołowianka nie była jeszcze wtedy wyspą. Została nią dopiero po przekopaniu w roku 1576 Kanału na Stępce. Obecną swoją nazwę zawdzięcza magazynom, służącym do przechowywania ołowiu. Największy z nich określano jako Dwór Ołowiany. Znajdowała się tam również waga, na którą wielki żuraw (konstrukcji Wybego Adama) ładował ołów sprowadzany drogą wodną aż z Olkusza.
W 1454 Kazimierz IV Jagiellończyk podarował wyspę miastu, które w tym samym roku włączyło ją w swoje granice administracyjne. Miasto zaczęło wynajmować spichlerze instytucjom i osobom prywatnym. Rejestry czynszów wymieniają trzy spichlerze w 1499, cztery spichlerze w 1553.
Oprócz Ołowianego Dworu, jak i wspomnianej wagi i dźwigu, po których nie ma już śladu, znajdowały się również spichlerze. Najlepiej zachował się z nich Królewski. Ta budowla z trzema kondygnacjami wzniesiona została w XVII wieku. Twórcą spichlerza był architekt gdański Jan Strakowski. Trzy inne – Panna, Miedź i Oliwski – odbudowano dopiero w 1985 roku.
Część wschodnia Ołowianki, zwana niegdyś Ciesielnią, wraz z kończącą ją Kępą należała do przystani portowej. Znajdowały się tam wielkie zakłady ciesielskie, a także rodzaj stoczni remontowej, z której korzystali Krzyżacy. Niedaleko znajdowała się rogatka wodna, w postaci długiego łańcucha lub drąga zagradzającego Motławę. Możliwe, że funkcjonowała jeszcze w 1809 roku.
W 1643 roku na wyspie Ołowiance znajdowało się 7 spichlerzy.

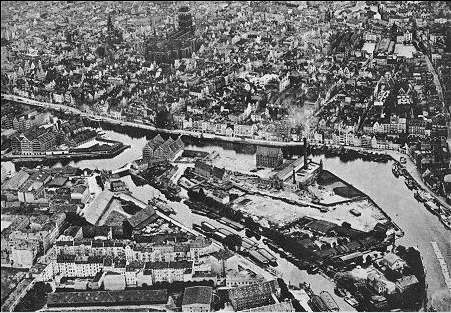
Ołowianka, ok. 1910

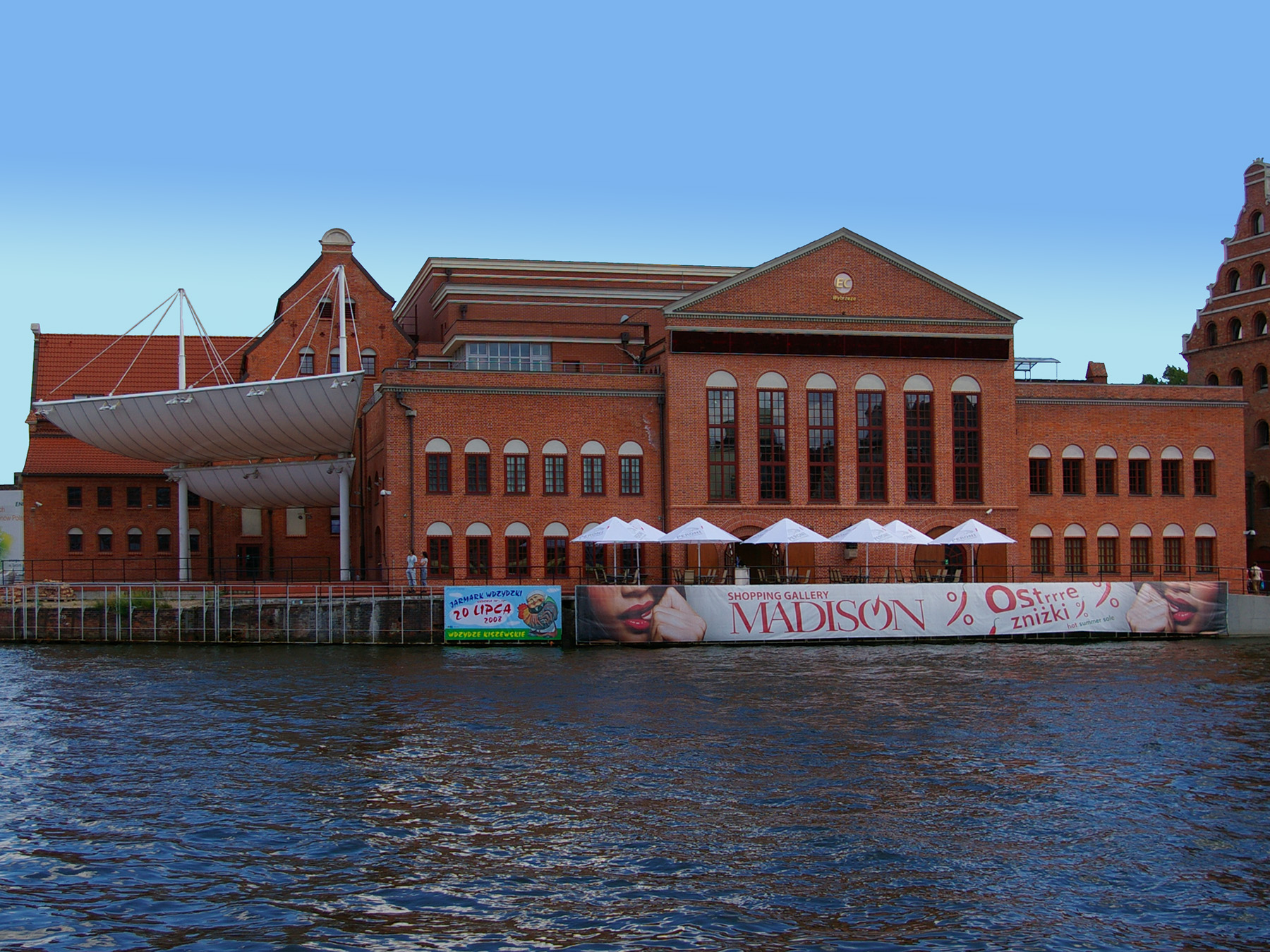
Filharmonia Bałtycka w dawnej elektrowni

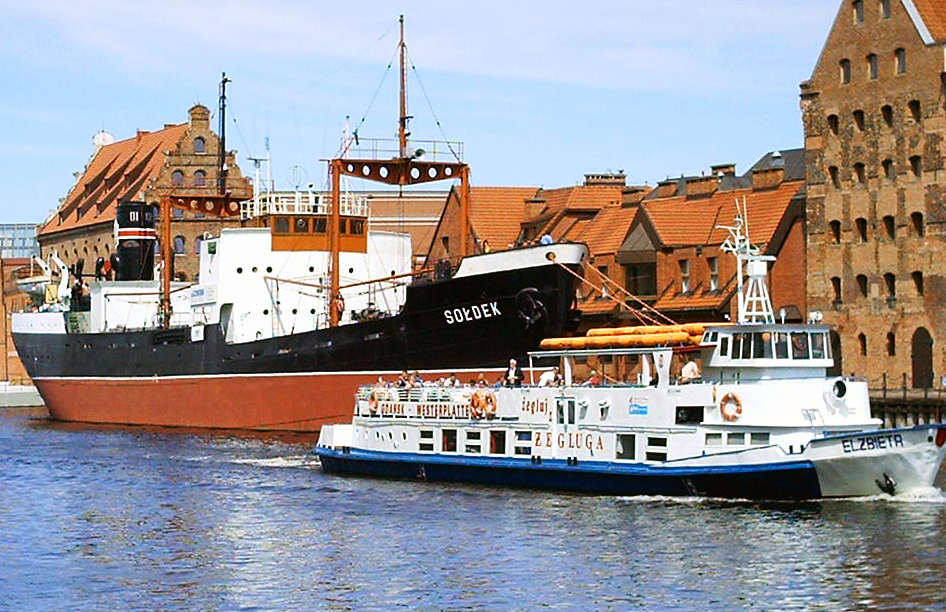
SS Sołdek na Motławie

Pod koniec lat sześćdziesiątych XIX wieku rozpoczęto budowę w rejonie starej Ciesielni przepompownię ścieków, zachowaną do dziś. Budowę ukończono na początku następnej dekady. Wraz z nią pojawił się tam pierwszy komin i maszyny parowe. Zadaniem przepompowni było zbieranie ścieków z terenu całego miasta. Została ona celowo umieszczona bardzo nisko, na granicy terenu zurbanizowanego i przemysłowego. Rury odprowadzały ścieki w stronę łąk na Stogach (Rieselfeld), gdzie po oczyszczeniu w osadnikach wypełnionych piaskiem, w których rosła roślinność, ścieki były zrzucane do Martwej Wisły w okolicach Twierdzy Wisłoujście. W 2018 doszło do awarii przepompowni i zrzutu ścieków do Motławy.
W latach 1896–1898 na Ołowiance wybudowano kompleks elektrowni miejskiej przez berlińską firmę Siemens & Halske. Zbudowany został na Kanale na Stępce most kolejowy z linią, którą dowożono węgiel do elektrowni. Wedle pierwotnych planów Ołowianka miała zasilać oświetlenie ulic Gdańska i Wrzeszcza. Zastąpiono na początku gazowe oświetlenie na dzisiejszej al. Zwycięstwa. Zainstalowane urządzenia zasilały łącznie około 6200 żarówek. W roku 1907 długość ówczesnej sieci nadziemnej nie przekraczała jeszcze 170 km. Był to początek gdańskiej elektryfikacji. Elektrownia przechodziła rozbudowy zwiększające moc w latach 1905–1907, 1915–1916, w 1942, w 1952 i w 1962.
W ostatnich miesiącach II wojny światowej zakład doznał zniszczeń. Zburzona została fasada nadmotławska i przemysłowy komin oraz stropy elektrowni. Uszkodzenia samego zakładu usunięto w sierpniu 1945.
W latach 2011–2012 miał miejsce remont terenu przed wejściem do Centralnego Muzeum Morskiego, na którym utworzony został placyk miejski.

## Transport

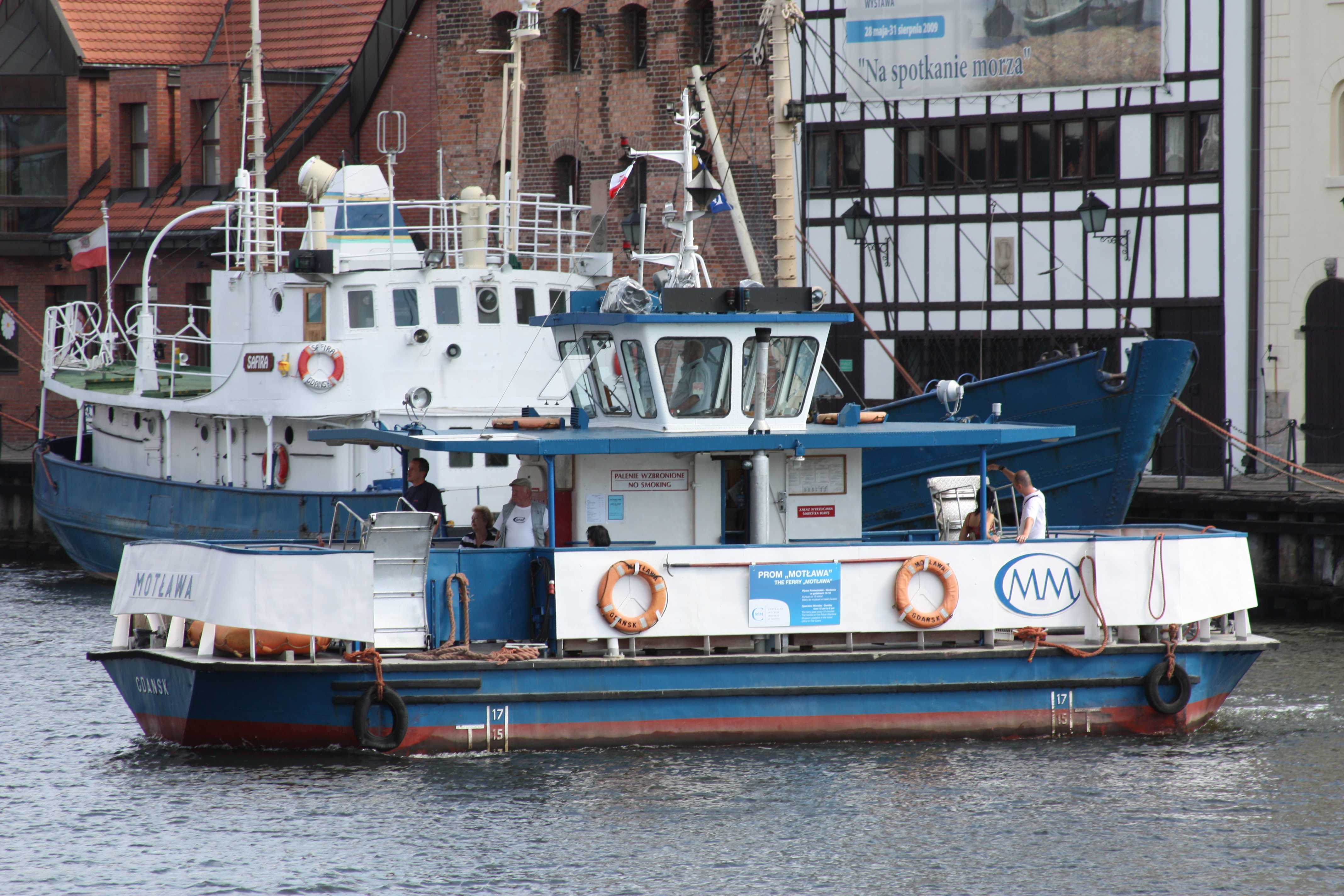
Prom pasażerski Motława

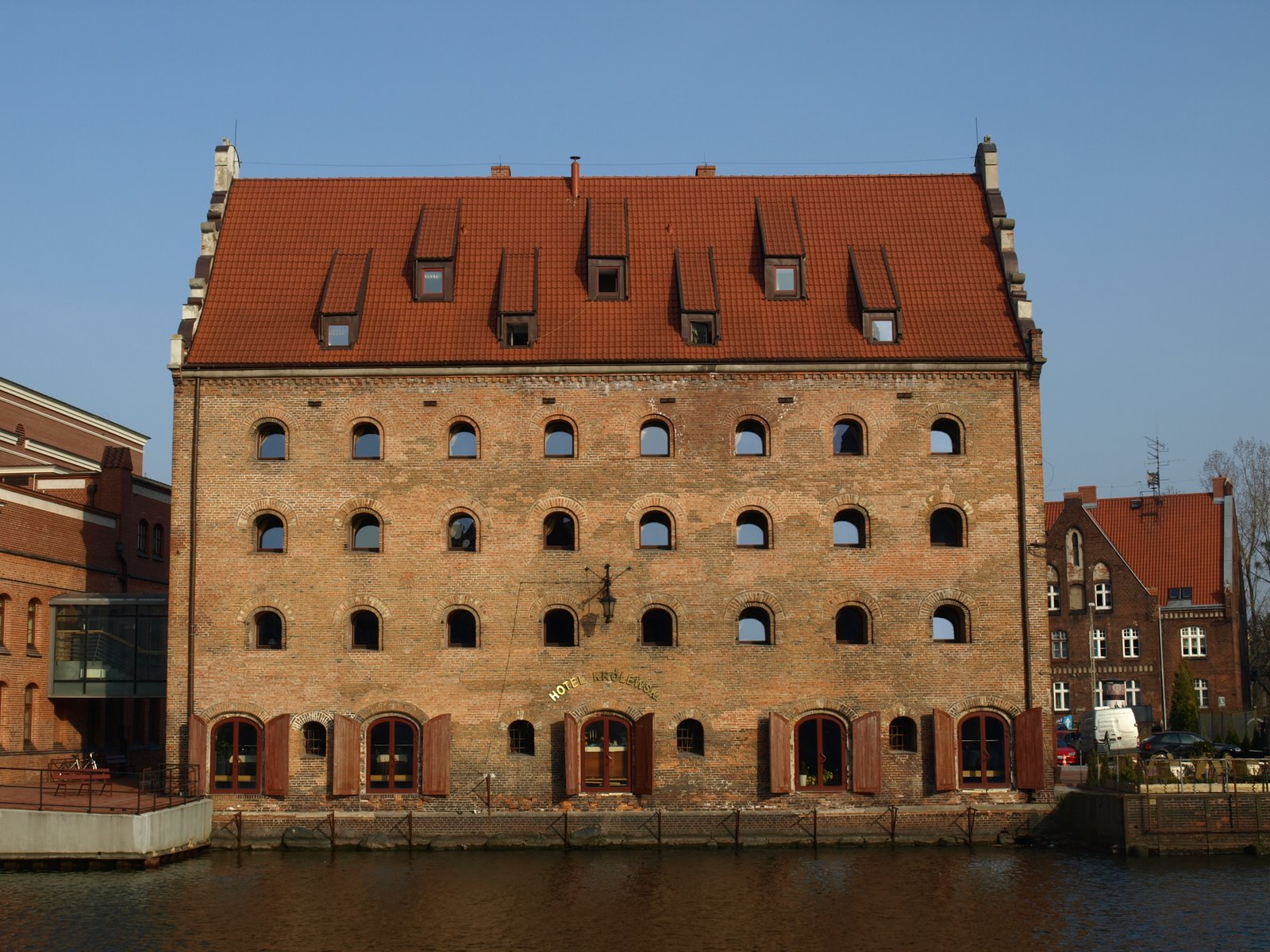
Spichrz Królewski

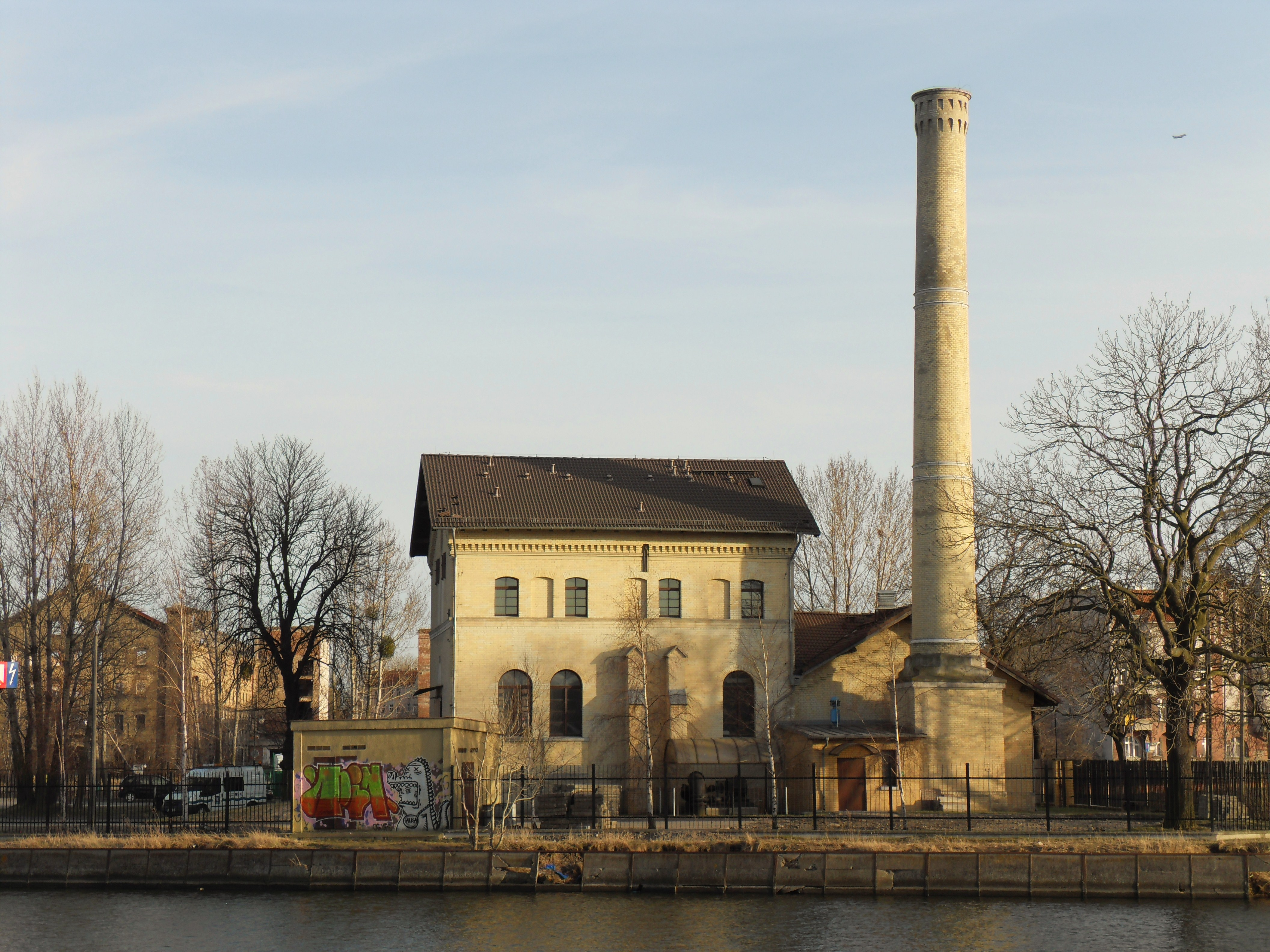
Przepompownia

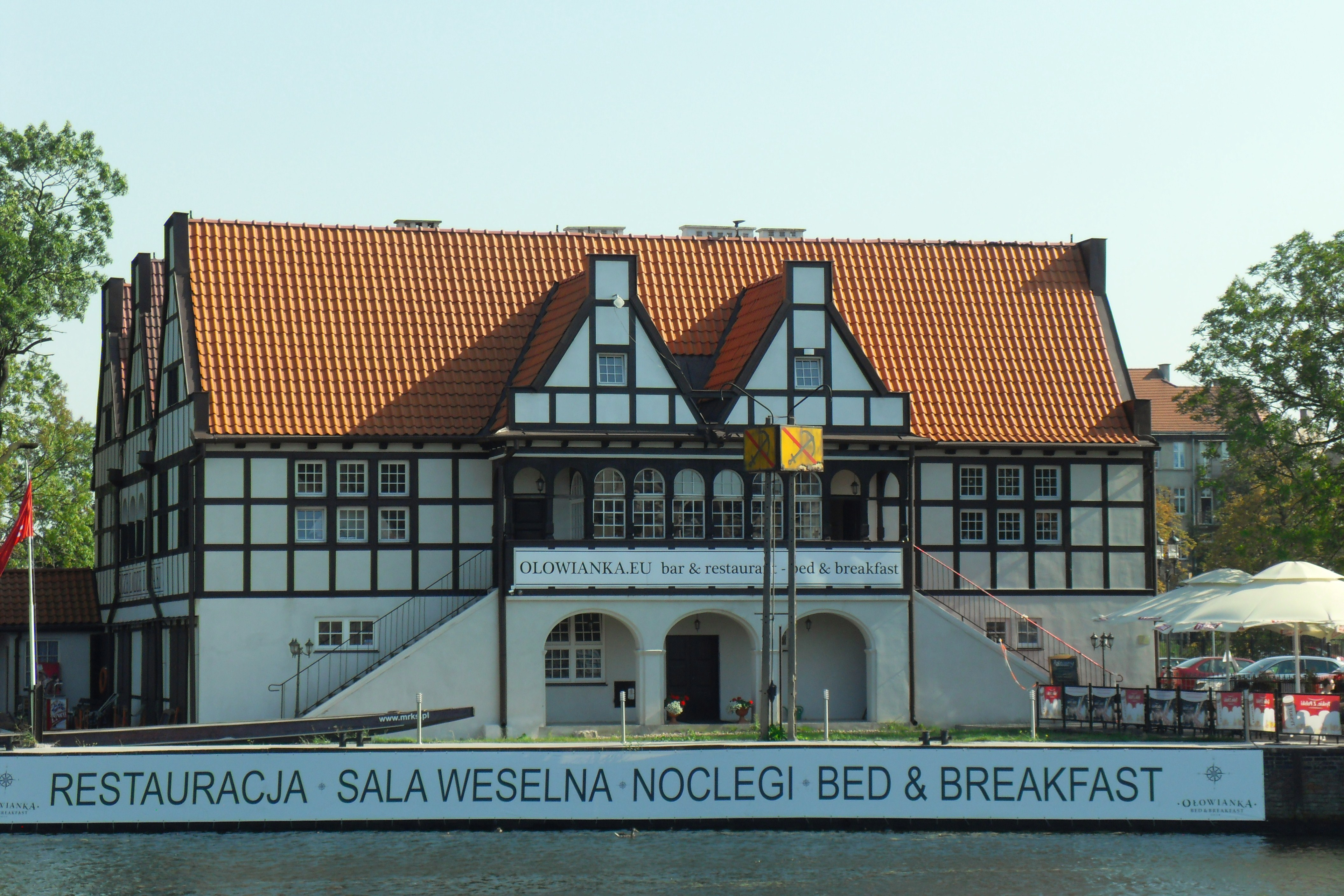
Budynek na wyspie z muru pruskiego, zbudowany przed II wojną światową jako siedziba klubu wodnego

Obecnie dojazd na Ołowiankę możliwy jest dwoma mostami przerzuconymi przez Kanał na Stępce: Mostem Kamieniarskim (w przeszłości zwodzonym) z ul. Szafarnia po wschodniej stronie, oraz mostem od strony ul. Na Stępce, zbudowanym ok. 1916 roku jako most kolejowy. Z Głównym Miastem wyspę łączy prom pasażerski Motława.
Dla ruchu pieszego otwarto 17 czerwca 2017 r. zwodzoną kładkę, przerzuconą nad Motławą, łączącą Ołowiankę ze Starym i Głównym Miastem w okolicy Targu Rybnego. W marcu 2016 rozpisano przetarg na jej budowę. Budowa rozpoczęła się latem 2016 i miała się zakończyć w ciągu 13 miesięcy, tj. w maju 2017. Koszt realizacji inwestycji wynosił 7,65 mln zł. W związku z budową zawężone zostało światło toru wodnego. Część kładki jest ruchoma i w ciągu 2 min. (w awaryjnym trybie ręcznym 20 min.) otwiera się w stronę ul. Wartkiej. Konstrukcja kładki powstała w Zawierciu, a montaż jej 90-tonowego przęsła zwodzonego miał miejsce 7 maja 2017. Oddanie kładki do użytku nastąpiło wieczorem 17 czerwca 2017, po czym 28-29 czerwca była ona zamknięta z powodu awarii. Jej podnoszenie odbywa się mniej więcej co godzinę.

## Instytucje i obiekty na wyspie
- Narodowe Muzeum Morskie w Gdańsku (siedziba)
  - Spichrz Oliwski
  - Spichrz Panna, ze znakami wysokiej wody z 1745, 1775 i 1829[4]
  - Spichrz Miedź
  - Spichrz Mała
  - Spichrz Duża Dąbrowa
  - Przepompownia ścieków, operator - Saur Neptun Gdańsk
  - Statek muzeum SS Sołdek (przy nabrzeżu Motławy)
- Polska Filharmonia Bałtycka im. Fryderyka Chopina (zaadaptowane obiekty dawnej Elektrociepłowni Ołowianka)
- Spichrz Królewski (przekształcony w Hotel Królewski)
- Bursztynowa Promenada Gwiazd